# کنکورد، شهرستان تیپکانو، ایندیانا
کنکورد (به انگلیسی: Concord) یک منطقهٔ مسکونی در ایالات متحده آمریکا است که در شهرستان تیپکانو، ایندیانا واقع شده‌است. کنکورد ۲۲۳ متر بالاتر از سطح دریا واقع شده‌است.